# Sint-Nicolaaskerk (Helvoirt)
De Heilige (H.) Nicolaaskerk of Sint-Nicolaaskerk is de katholieke kerk van het dorp Helvoirt in de Nederlandse provincie Noord-Brabant. De kerk moet niet verward worden met de middeleeuwse Oude Sint Nicolaaskerk in hetzelfde dorp.

## Geschiedenis

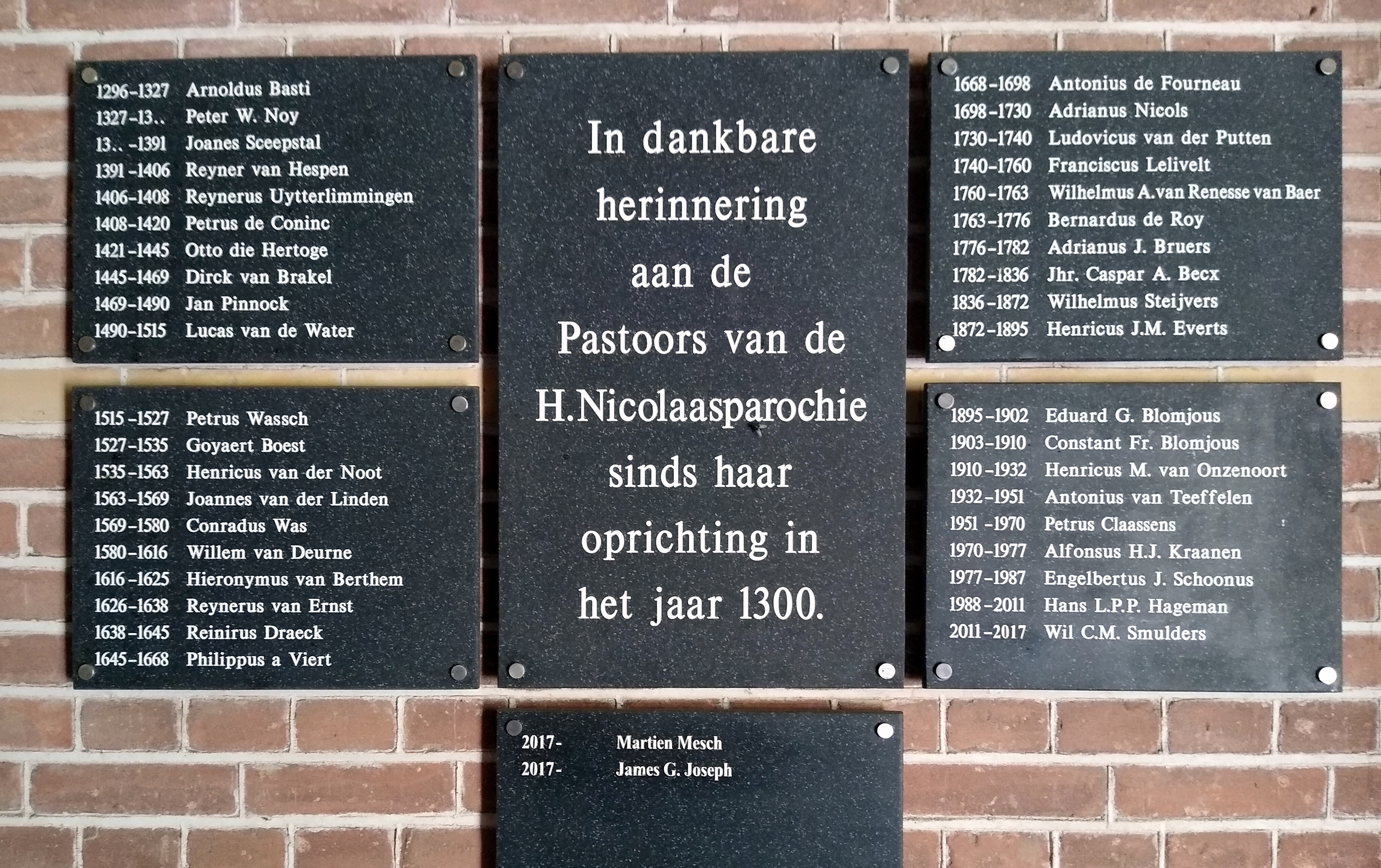
Pastoors van de H. Nicolaasparochie

De kerk werd in neogotische stijl ontworpen door architect Hubert van Groenendael en gebouwd tussen 1901 en 1903. De kerk is een van de eerdere gebouwen van Van Groenendael en wordt gezien als een van zijn beste werken. Hij ontwierp in totaal 33 kerken en kloosters. Het kerkgebouw werd gebouwd als vervanging van de oudere waterstaatskerk. Deze stond op het huidige kerkplein. Zowel de financiering als de bouw van de nieuwe Nicolaaskerk was opmerkelijk snel rond.

## Interieur

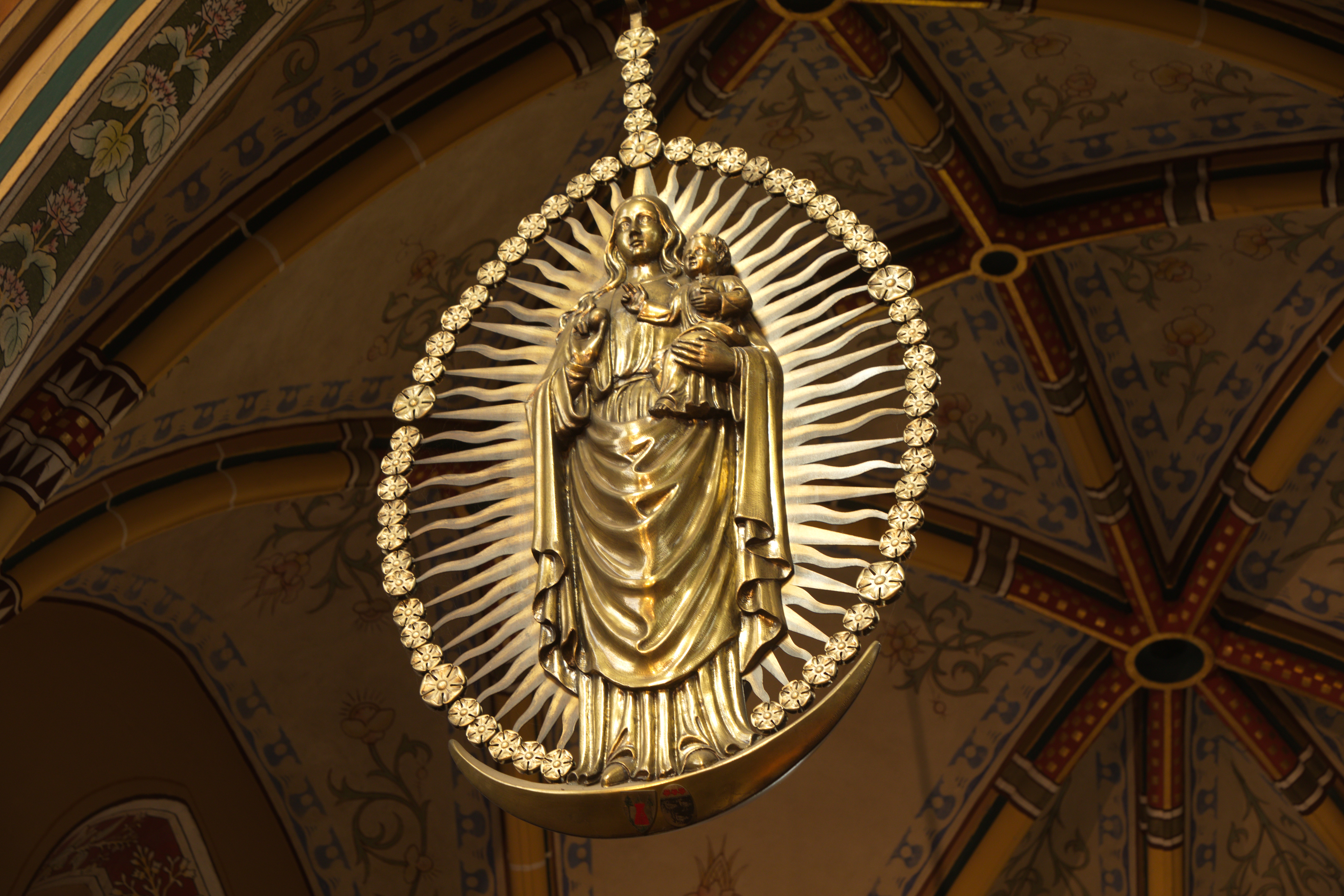
Marianum in de kerk

Het interieur bevat uitgebreide muurschilderingen en -panelen, waaronder de kruisweg, De prediking van Paulus te Efeze en De prediking van Johannes de Doper van Albin en Paul Windhausen. Deze schilderingen waren vroeger erg vervuild, maar omdat ze niet erg beschadigd waren konden ze worden gerestaureerd. In 2003 werd begonnen met deze grote klus en in 2008 was de restauratie helemaal klaar. In totaal zijn er schilderingen van negentig planten, vijftig dieren, meerdere heiligen en tableaus. Voor deze schilderingen kreeg de kerk in 2005, toen de restauratie nog slechts gedeeltelijk af was, de Brabantse Monumentenprijs. Voor de kerk werd een communiebank gemaakt, die bewaard gebleven is. In de kerk bevindt zich  een orgel van Francois Bernard Loret. In het verlengde van de linkerzijbeuk hangt een koperen Marianum, gemaakt in 1930 door de Bossche edelsmid Guillaume Cordang.

## Voetnoten en bronnen
1. ↑  H. Nicolaaskerk Helvoirt, 19-08-2008, op de website van het Brabants Dagblad
2. ↑  Zie voor een onvolledig overzicht van gebouwen ontworpen door J.H.H. van Groenendael de categorie bouwwerk van Hubert van Groenendael
3. ↑  Restauratie Sint Nicolaas kerk is nu helemaal afgerond in weekkrant de Meierij, 27-08-2008
4. ↑  Monumentenprijs naar Helvoirtse Nicolaaskerk. In: Brabants Dagblad
5. ↑  Rijsewijk, T. van., De geschiedenis van het Loret-orgel in de St.Lambertuskerk te Udenhout 1868-1979 in De Kleine Meijerij, nummer 2/3 101, 1997, online beschikbaar op de website van de Stichting Adriaen Snoerman Fonds